# Ustroň
Ustroň (česky též Ústraní nebo Ústráň, polsky Ustroń) je lázeňské město v jižním Polsku ve Slezském vojvodství v okrese Těšín. Leží na území Těšínského Slezska v údolí řeky Visly mezi vrcholy Slezských Beskyd, Velkou Čantoryjí a Rovnicí. V červnu 2022 zde žilo 16 023 obyvatel.

## Dějiny
První zmínka o obci (item in Ustrona) pochází z listiny vratislavského biskupství sepsané na rozhraní 13. a 14. století (před rokem 1305). Jednalo se o tzv. Dolní Ustroň kolem dnešní vlakové stanice Ustroń. Horní Ustroň neboli okolí dnešního centra byla založena v 16. století a roku 1607 byli zaznamenáni první osadníci na Polance (Polana je v současnosti jižní městskou částí). Tyto osady byly spojeny v roce 1839. Městská práva získala Ustroň 28. prosince 1956. Součástí města jsou i dříve samostatné obce Hermanice, Lipovec a Nerodím ležící na sever od vlastní Ustroně.
Starší dějiny města jsou spjaty s hutnictvím. Ve druhé polovině 18. století zde byla nalezena ložiska rud a v roce 1772 založila Těšínská komora v Ustroni první huť na Těšínsku. Její význam klesl po vzniku Třineckých železáren a poslední vysoká pec byla vyhašena v roce 1897. Do roku 2008 však fungovala ještě kovárna, která vyráběla mj. kovové součástky pro automobilové závody v Bílsku-Bělé. Ustroňské muzeum je umístěno v historické hutnické budově a obsahuje i hutnickou a kovárenskou expozici.
V Ustroni se narodil botanik a cestovatel Theodor Kotschy (1813-1866).

## Současnost
Moderní Ustroň je známa především jako turistická lokalita a lázně. Oficiální lázeňský status byl obci udělen Slezským zemským sněmem v Opavě v roce 1882. Mezi lety 1967 až 1990 vznikl ve čtvrti Zawodzie (Závodí, pravobřežní část města na svazích Rovnice) komplex sedmnácti lázeňských budov přezdívaných kvůli svému charakteristickému trojúhelníkovitému tvaru pyramidy. Ve čtvrti Jaszowiec se nachází lyžařské středisko. Za zdravím a odpočinkem míří do Ustroně především obyvatelé průmyslových oblastí Slezského vojvodství, k nejznámějším patřil komunistický vůdce Edward Gierek, který na chatě v Ustroni strávil svá poslední léta.
44 % území města zaujímají horské lesy. Ze západu se nad Ustroní tyčí Velká Čantoryje (995 m n. m.) spojená se čtvrtí Polana sedačkovou lanovou dráhou, z východu pak Rovnice, kde se nachází jeden z lépe dochovaných lesních kostelů z dob protireformace.
Městem probíhá státní silnice č. 81 Katovice–Visla a stejnosměrná železniční trať se třemi stanicemi: Ustroń (Ustroň), Ustroń-Zdrój (Lázně Ustroň), Ustroń-Polana (Ustroň-Polana).
Část katastru města leží v krajinném parku Park Krajobrazowy Beskidu Śląskiego.

## Partnerská města
- Budapešť, Maďarsko
- Frenštát pod Radhoštěm, Česko
- Hajdúnánás, Maďarsko
- Kalety, Polsko
- Luhačovice, Česko
- Neukirchen-Vluyn, Německo
- Piešťany, Slovensko
- Ustronie Morskie, Polsko